# Åse, Nordland
Åse är en tidigare tätort i Andøy kommun i Nordland fylke i norra Norge. Orten ligger vid fylkesväg 82, på den östra sidan av ön Andøya.
Tidigare har orten tillhört dåvarande Dverbergs kommun.
Sedan 2019 räknas orten inte längre som en tätort.

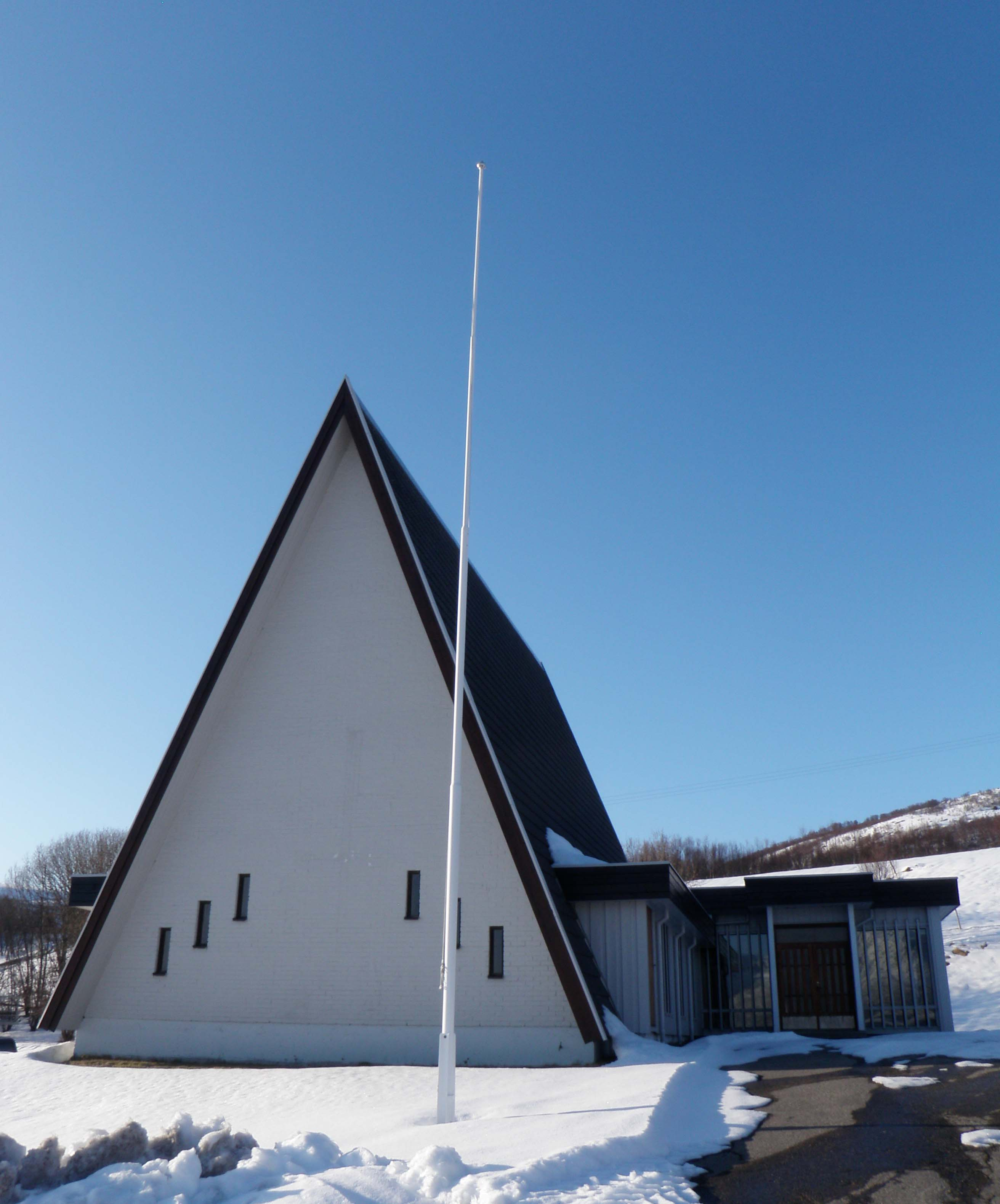
Åse baptistkyrka.